# Брадић
Брадић је насељено место града Лознице у Мачванском округу. Према попису из 2022. била су 592 становника.
Овде је рођен Јанко Вујиновић (1945). Овде се налази Црква Свете Тројице у Брадићу.

## Галерија
- Споменик Првог светског рата
- Сеоска школа
- Споменик НОБ-а

## Демографија
У насељу Брадић живи 673 пунолетна становника, а просечна старост становништва износи 41,2 година (39,9 код мушкараца и 42,5 код жена). У насељу има 258 домаћинстава, а просечан број чланова по домаћинству је 3,26.
Ово насеље је великим делом насељено Србима (према попису из 2002. године).
|  |

| Демографија | Демографија | Демографија |
| Година      | Становника  | Становника  |
| ----------- | ----------- | ----------- |
| 1948.       | 1.399       |             |
| 1953.       | 1.414       |             |
| 1961.       | 1.268       |             |
| 1971.       | 1.121       |             |
| 1981.       | 1.027       |             |
| 1991.       | 948         | 900         |
| 2002.       | 841         | 889         |
| 2011.       | 735         |             |
| 2022.       | 592         |             |

| Етнички састав према попису из 2002.‍ | Етнички састав према попису из 2002.‍ | Етнички састав према попису из 2002.‍ | Етнички састав према попису из 2002.‍ | Етнички састав према попису из 2002.‍ |
| ------------------------------------ | ------------------------------------ | ------------------------------------ | ------------------------------------ | ------------------------------------ |
|                                      |                                      |                                      |                                      |                                      |
| Срби                                 | Срби                                 |                                      | 836                                  | 99,40%                               |
| Украјинци                            | Украјинци                            |                                      | 2                                    | 0,23%                                |
| непознато                            | непознато                            |                                      | 3                                    | 0,35%                                |

| Година пописа     | 1948. | 1953. | 1961. | 1971. | 1981. | 1991. | 2002. |
| ----------------- | ----- | ----- | ----- | ----- | ----- | ----- | ----- |
| Број домаћинстава | 223   | 228   | 247   | 249   | 257   | 270   | 258   |

| Број чланова      | 1  | 2  | 3  | 4  | 5  | 6  | 7 | 8 | 9 | 10 и више | Просек |
| ----------------- | -- | -- | -- | -- | -- | -- | - | - | - | --------- | ------ |
| Број домаћинстава | 39 | 70 | 37 | 54 | 27 | 24 | 5 | 0 | 1 | 1         | 3,26   |

| Пол    | Укупно | Неожењен/Неудата | Ожењен/Удата | Удовац/Удовица | Разведен/Разведена | Непознато |
| ------ | ------ | ---------------- | ------------ | -------------- | ------------------ | --------- |
| Мушки  | 367    | 115              | 227          | 19             | 5                  | 1         |
| Женски | 335    | 40               | 226          | 67             | 1                  | 1         |
| УКУПНО | 702    | 155              | 453          | 86             | 6                  | 2         |

| Пол    | Укупно                    | Пољопривреда, лов и шумарство | Рибарство                            | Вађење руде и камена | Прерађивачка индустрија       |
| ------ | ------------------------- | ----------------------------- | ------------------------------------ | -------------------- | ----------------------------- |
| Мушки  | 204                       | 111                           | 0                                    | 0                    | 38                            |
| Женски | 104                       | 67                            | 0                                    | 0                    | 25                            |
| УКУПНО | 308                       | 178                           | 0                                    | 0                    | 63                            |
| Пол    | Производња и снабдевање   | Грађевинарство                | Трговина                             | Хотели и ресторани   | Саобраћај, складиштење и везе |
| Мушки  | 1                         | 23                            | 11                                   | 0                    | 1                             |
| Женски | 0                         | 1                             | 6                                    | 0                    | 0                             |
| УКУПНО | 1                         | 24                            | 17                                   | 0                    | 1                             |
| Пол    | Финансијско посредовање   | Некретнине                    | Државна управа и одбрана             | Образовање           | Здравствени и социјални рад   |
| Мушки  | 1                         | 2                             | 4                                    | 2                    | 1                             |
| Женски | 0                         | 1                             | 0                                    | 1                    | 3                             |
| УКУПНО | 1                         | 3                             | 4                                    | 3                    | 4                             |
| Пол    | Остале услужне активности | Приватна домаћинства          | Екстериторијалне организације и тела | Непознато            | Непознато                     |
| Мушки  | 4                         | 0                             | 0                                    | 5                    | 5                             |
| Женски | 0                         | 0                             | 0                                    | 0                    | 0                             |
| УКУПНО | 4                         | 0                             | 0                                    | 5                    | 5                             |